# 夜の騎行と日の出
交響詩『夜の騎行と日の出』（よるのきこうとひので、フィン語：Oinen ratsastus ja auringonnousu）は、ジャン・シベリウスが1908年に作曲した管弦楽曲。アレクサンドル・ジロティの依嘱作品で、ジロティの指揮により1909年1月23日にサンクトペテルブルクで初演された。ジロティ夫妻に献呈されている。
シベリウスの交響詩には珍しく、文学的・民族的・神話的な題材に依拠しておらず、明確な標題を持たない。しかしシベリウス自身は、1901年にローマで月夜のコロッセオを眺めた時に霊感を受けたと述べており、親しい英国の音楽評論家ローザ・ニューマーチに説明したところによると、「闇夜の林を独り騎馬で駆け抜けていく普通の人の、内面的な（個人的で霊的な）経験が表現されている」。
総譜は初演と同じ1909年にリーナウ社から出版された。演奏時間は約15分。

## 構成
それぞれ3つの対比的な部分からなる三部形式で構成されている。最初のギャロップ風の部分は、ミニマリズム風に（または点描風に）短い動機が執拗に繰り返され、シベリウス作品で最も摩訶不思議な印象を生み出している。短い賛美歌風の部分は弦楽器で呈示される。そして北国の美妙な夜明けが、ホルンの合奏で浮かび上がる。日の出である。

## 編成
ピッコロ、フルート2、オーボエ2、クラリネット2、バス・クラリネット、ファゴット2、コントラファゴット、ホルン4、トランペット2、トロンボーン3、テューバ、ティンパニ、大太鼓、小太鼓、トライアングル、タンブリン、シンバル、弦5部